# Frontilabrus
Frontilabrus is een monotypisch geslacht van straalvinnige vissen uit de familie van de lipvissen (Labridae).

## Soort
- Frontilabrus caeruleus Randall & Condé, 1989